# Schloss Nöthnitz

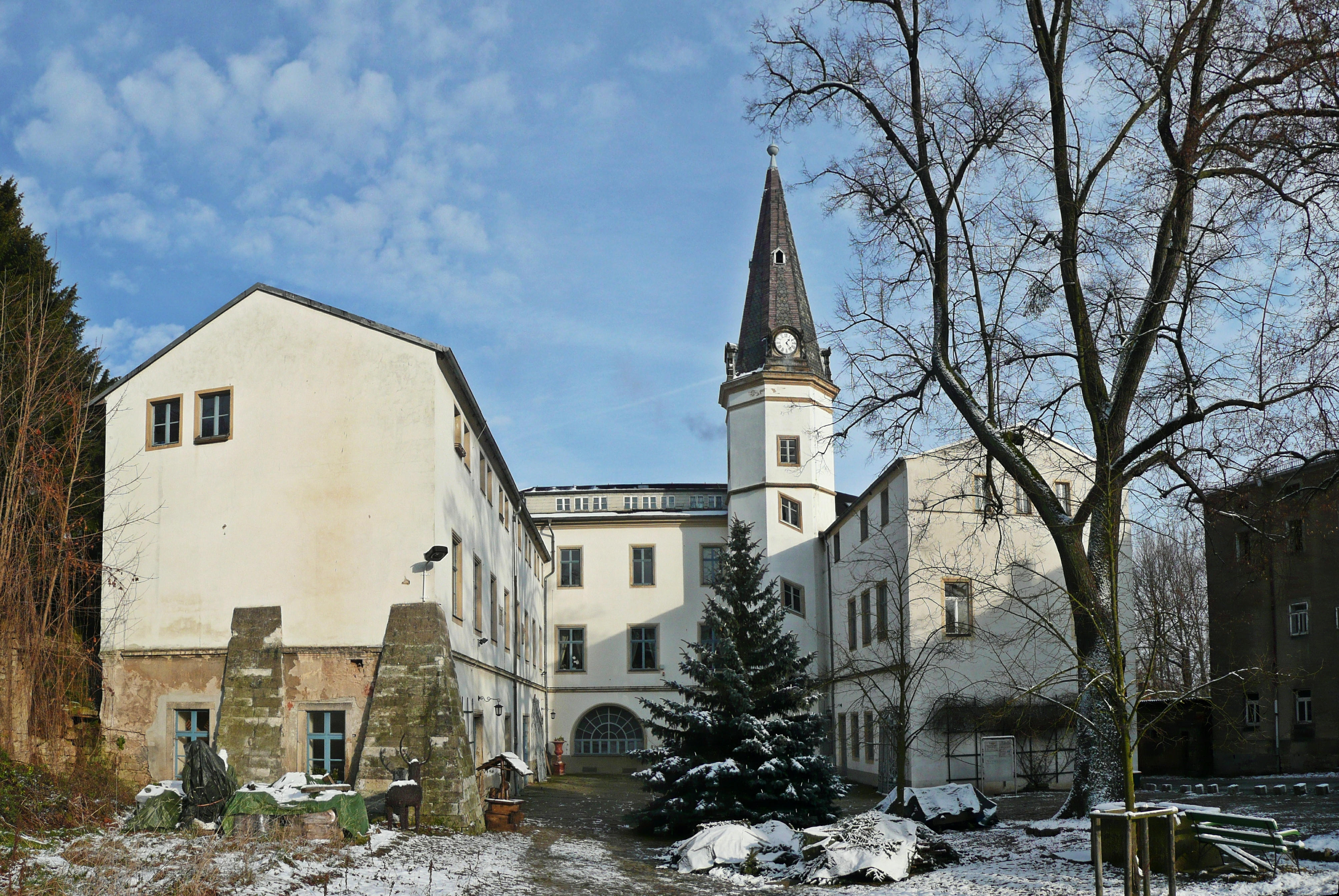
Schloss Nöthnitz (November 2010)

Schloss Nöthnitz liegt in der Gemeinde Bannewitz im Freistaat Sachsen. Es befindet sich im Dorf Nöthnitz an der südlichen Stadtgrenze von Dresden unweit der BAB 17 (Anschlussstelle Dresden-Südvorstadt).

## Geschichte

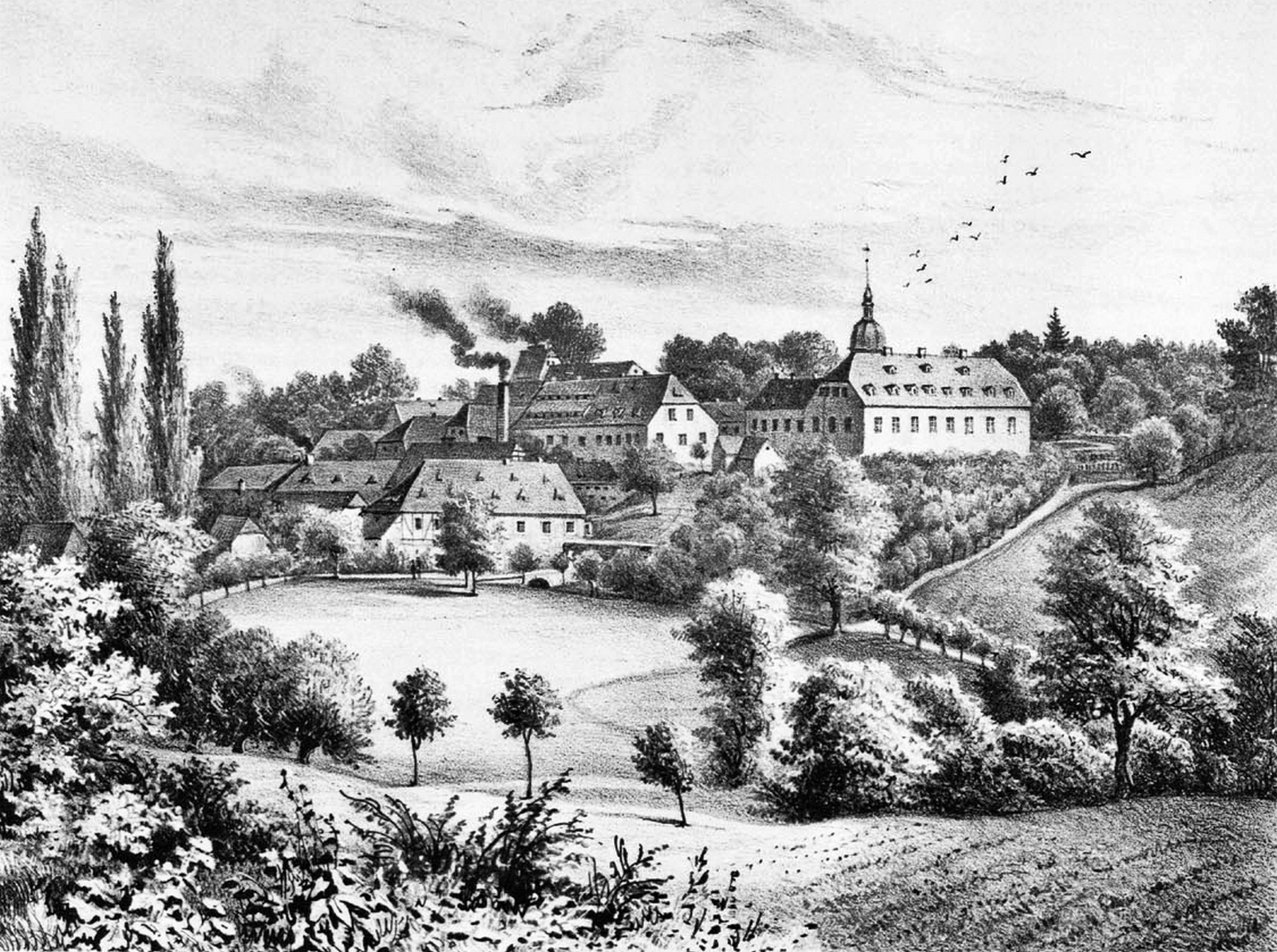
Nöthnitz und Schloss Nöthnitz um 1850

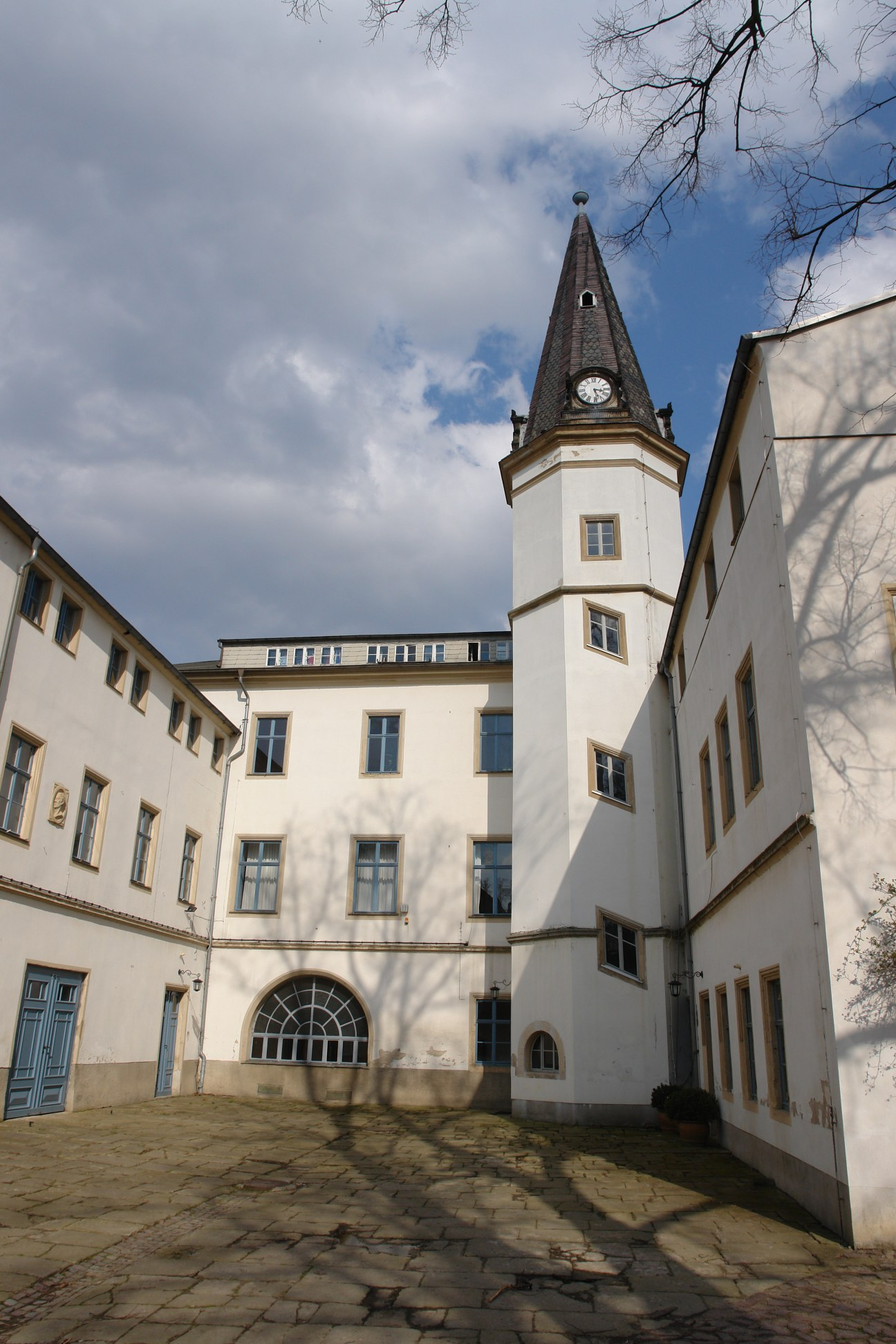
Innenhof mit Treppenturm

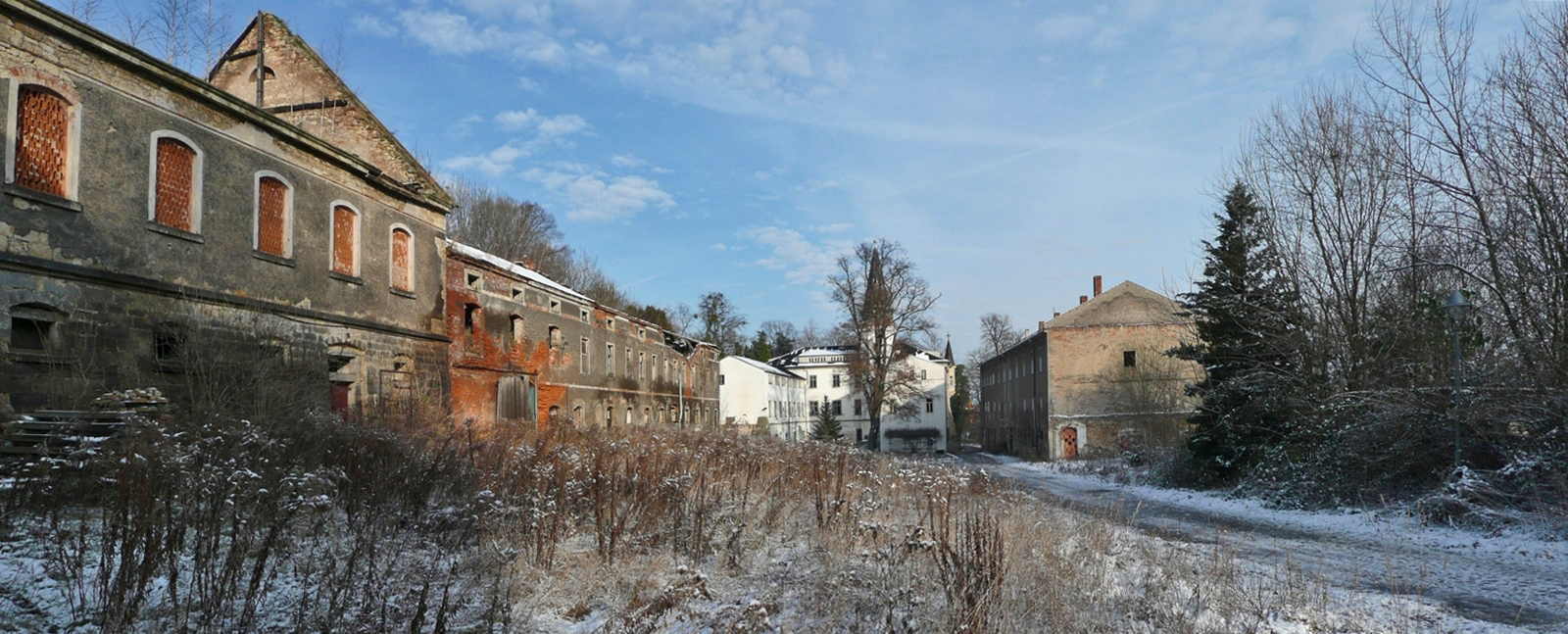
Blick über den Wirtschaftshof zum Schloss (November 2010)

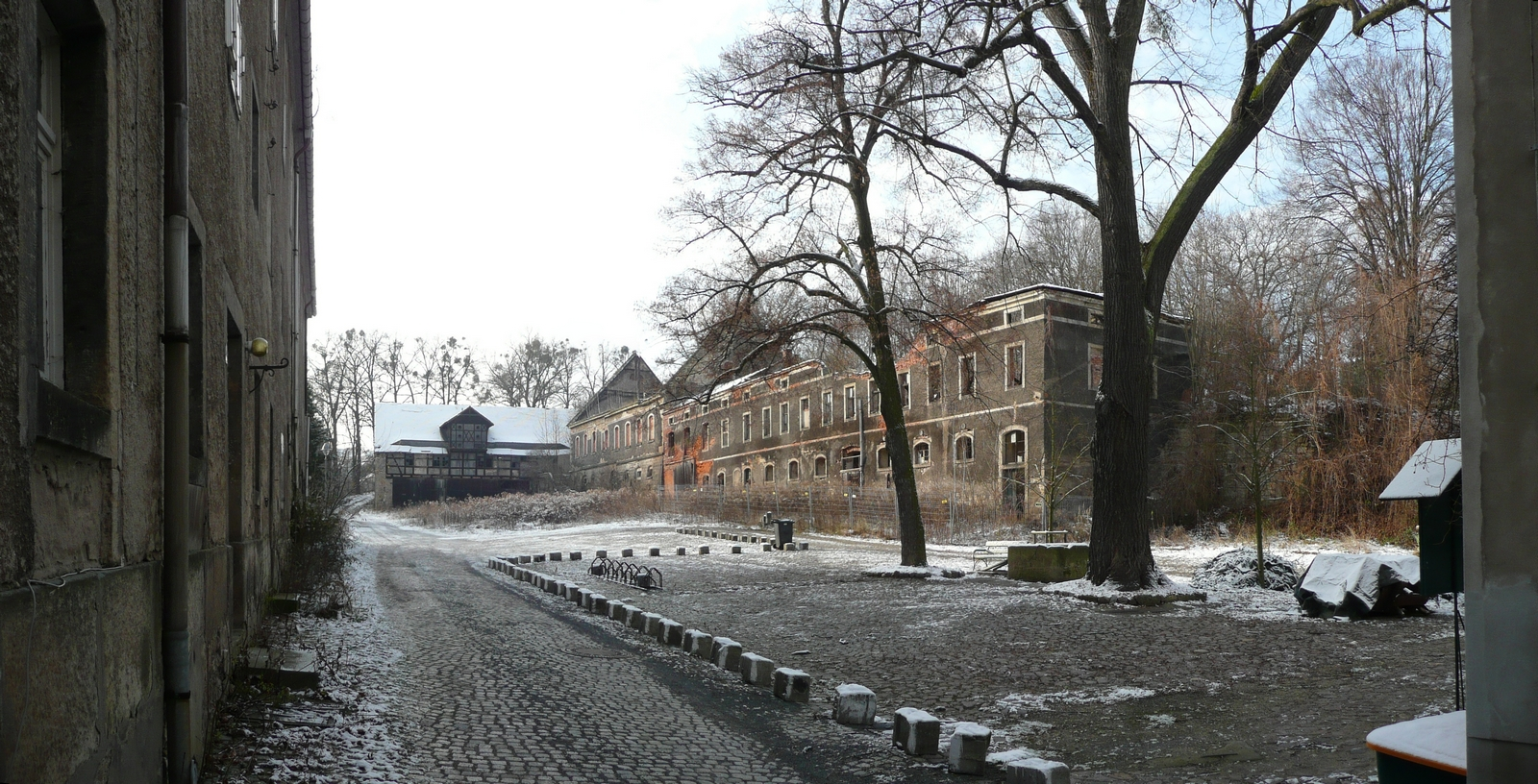
Blick vom Schloss über den Wirtschaftshof (November 2010)

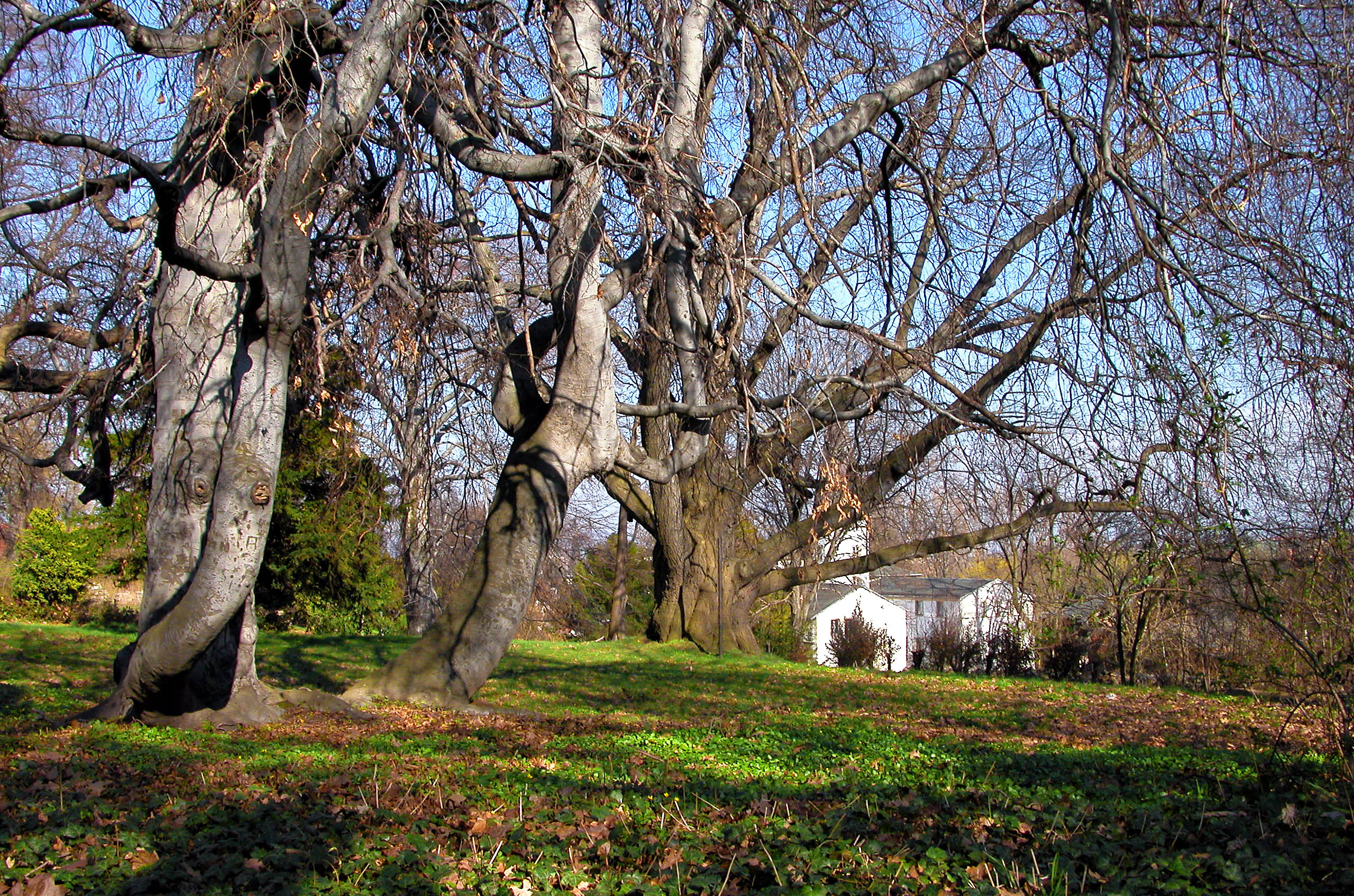
Schlosspark Nöthnitz

Die heutige Schlossanlage gründet sich auf einen mittelalterlichen Kern, dessen Grundbesitz 1453 vom Bistum Meißen an die sächsischen Kurfürsten überging. Die Kurfürsten verlehnten den Besitz an adlige Familien. 1524 wird ein Rittergut Nöthnitz genannt.
1629 kauft der kursächsische Oberkammerherr und Hofmarschall Heinrich von Taube auf Reichstädt Nöthnitz für 6500 Gulden. Von Taube lässt um 1630 den Renaissancebau des Schlosses von einem heute unbekannten Baumeister errichten.
Bei dem Neubau handelt es sich um eine u-förmige Dreiflügelanlage mit einem nach Nordwesten gerichteten Hauptgebäude und zwei Seitenflügeln. In einer Ecke des Hofes befindet sich ein achteckiger Treppenturm mit Wendeltreppe und Fensterprofilen aus der ersten Hälfte des 17. Jahrhunderts. Aus der gleichen Zeit stammt auch das Kreuzgewölbe im Erdgeschoss des Haupthauses. An den eigentlichen Schlosshof schließt sich ein weitläufiger Wirtschaftshof an.
Nöthnitz geht in 1681 in den Besitz der Familie Vitzthum von Eckstädt über. Das Schloss fiel 1739 nach der Vermählung mit Christiane von Arnim in den Besitz von Heinrich Graf von Bünau, der hier ab 1740 seine etwa 42.000 Bände umfassende, öffentlich benutzbare Privatbibliothek aus Dresden unterbrachte. Die Bünauische Bibliothek war seinerzeit weit über Nöthnitz hinaus bekannt, sie gehörte zu den umfangreichsten Büchersammlungen in Sachsen.
Der Archäologe, Antiquar und Kunstschriftsteller Johann Joachim Winckelmann aus Stendal arbeitete hier von 1748 bis 1754 als Bibliothekar mit Johann Michael Francke zusammen. Er gilt als der Begründer von wissenschaftlicher Archäologie und Kunstgeschichte und als geistiger Begründer des Klassizismus im deutschsprachigen Raum. Er unterstützte Bünau bei seinem unvollendeten epochalen Geschichtswerk über die deutsche Kaiser- und Reichsgeschichte, deren letzter Band mit dem Tod Konrads I. im Jahr 918 abschließt, jedoch als Manuskript bis zu den Ottonen ging. Heute erinnert eine Gedenkplatte mit Winckelmanns Porträt an sein Wirken.
Während des Siebenjährigen Krieges (1756–1763) wurde das Schloss stark beschädigt. Der gleichnamige Sohn und Erbe, Heinrich Graf von Bünau, sah sich aus finanziellen Gründen gezwungen, 1769 die Privatbibliothek seines Vaters für 40.000 Taler an Kurfürst Friedrich August III. zu verkaufen. Die Bestände wurden nach Dresden ausgelagert und bildeten später den Grundstock der heutigen Sächsischen Landesbibliothek – Staats- und Universitätsbibliothek Dresden (SLUB).
Während der Freiheitskriege diente Schloss Nöthnitz im Rahmen der Schlacht um Dresden am 25./26. August 1813 als Hauptquartier von Zar Alexander I. und Fürst Karl Philipp zu Schwarzenberg.
Bis 1945 durchlief das Schloss noch mehrere Besitzerwechsel. 1871 gelangte es in den Besitz des Kammerherren Rudolf Carl Freiherr von Finck, der das Schloss 1872/73 umbauen und modernisieren ließ. Dabei erfolgte die Aufstockung um ein Geschoss. In Fortsetzung der Bünauischen Tradition trug von Finck eine neue Bibliothek zusammen.
1945 brannte der Gebäudeflügel mit der Bibliothek nach einem Bombentreffer aus. Nach der Enteignung im Zuge der Bodenreform wurde das Anwesen zum Volkseigentum erklärt und als Landwirtschaftsschule (Ingenieurschule für Zierpflanzenwirtschaft) samt Internat genutzt. Der Maler Erich Gerlach schuf 1959 ein Gemälde mit dem Titel Einst Rittergut, jetzt landwirtschaftliche Schule in Nöthnitz (Öl, 60 × 80 cm).
1990 ging das Schloss in das Eigentum des Landes Sachsen über, das es ab 1991 über die Bodenverwertungs- und -verwaltungsgesellschaft an Viktor Freiherr von Finck vermietete und 1997 an ihn verkaufte. Seitens des Freistaates wurde die künftige öffentliche Nutzung des Schlossparks, der Elemente einer barocken Gartenanlage und eines englischen Landschaftsparks aufweist, vertraglich festgeschrieben. Viktor Freiherr von Finck gründete unter anderem 1991 den Verein Studienstätte Schloss Nöthnitz e.V., der sich dem Gedenken an Johann Joachim Winckelmann und Heinrich von Bünau widmet.
Einige Räume des teilsanierten Schlosses wurden bis Mai 2009 als Museum (Winckelmann-Gedenkstätte) mit der Sammlung Wolfgang von Wangenheims und als Kultur- und Veranstaltungsstätte genutzt.
Der nach einem Sturz gehbehinderte 89-jährige Freiherr von Finck († 27. April 2010) verkaufte das Schloss aus Alters- und Krankheitsgründen im April 2009 an den österreichisch-tschechischen Unternehmer Jan David Horsky. Dieser reichte Räumungsklage gegen den Verein Studienstätte Schloss Nöthnitz ein. Die Spuren der ehemaligen Winckelmann-Ausstellung führen nach Stendal zum Winckelmann-Museum und nach Bannewitz zum Bürgerhaus.
Am 30. März 2019 gründeten interessierte Bürger aus Bannewitz und Umgebung den „Förderverein Freunde Schloss Nöthnitz e.V.“. Jan David Horsky jun. ließ 2022 die untere Fassade des Schlosshofs weiß streichen und Türen sowie Fenster aufarbeiten.
Der Haushaltsausschuss des Bundestags beschloss im Juli 2024 eine Förderung in Höhe von 345.000 Euro für das Schloss Nöthnitz aus dem Denkmalschutzsonderprogramm. Damit sollen eine Wand des Nordflügels und das Dach des Südflügels saniert werden. Im Zuge dessen werden auch Dachausbauten aus den 1950er Jahren entfernt und die historische Dachkonstruktion wiederhergestellt.

## Eigentümer
- Jenike Jawszk 1502–1509
- Franz Gauzt 1509–1524
- Georg Alnbeck 1524–1540
- Wenzel und Hieronymus Alnbeck 1540–1606
- Georg Bock 1606–1610
- Dr. Joachim Ziegler 1610–1629
- Heinrich von Taube 1629–1681
- Christoph Vitzthum von Eckstädt 1681–1712
- Gottlob Vitzthum von Eckstädt 1712–1713
- Henriette Helene Vitzthum von Eckstädt 1713–1719
- Rudolph von Bünau durch Heirat mit Henriette Helene Vitzthum von Eckstädt 1719–1720
- Hauptmann Johann Christoph von Wolfframsdorff 1720–1732
- Christiane Elisabeth von Arnim 1732–1739
- Heinrich von Bünau durch Heirat mit Christiane Elisabeth von Arnim 1739–1762
- Christiane Elisabeth von Arnim 1762–1766
- Heinrich II Graf von Bünau 1766–1782
- Gottlob Benjamin von Sahr 1792–1814
- Christiane Juliane von Sahr geb. von Reizmann 1814–1820
- Julius Bernhard von Könneritz 1820–1871
- Rudolf Carl Freiherr von Finck 1871–1920
- Carl Freiherr von Finck 1920–1945 (Enteignung im Zuge der Bodenreform)
- Volkseigentum 1945–1990
- Freistaat Sachsen 1990–1997
- Viktor Freiherr von Finck 1997–2009
- Jan David Horsky (österreichisch-tschechischer Unternehmer) 2009–2012[3] † 18. Februar 2012[9]
- Jan David Horsky jun.